# Escut moçambiquès
|  | Aquest article tracta de l'antiga moneda moçambiquesa. Pel que fa a l'escut heràldic de Moçambic, vegeu Escut de Moçambic. |

L'escut moçambiquès (en portuguès escudo de Moçambique, escudo moçambicano o, simplement, escudo) fou la moneda de Moçambic entre 1914 i 1980. Es dividia en 100 centaus (centavos). El seu símbol era el cifrão {\displaystyle (\mathrm {S} \!\!\!\Vert )}, similar al símbol del dòlar però amb dues barres verticals en comptes d'una. El codi ISO 4217 era MZE.
Va substituir el real a raó de 1.000 réis per escut i fou equivalent a l'escut portuguès fins al 1977. Al començament, només se'n van imprimir bitllets i en aquesta colònia portuguesa es feien servir les monedes de la metròpolis, fins al 1935 que se'n van encunyar de pròpies. El 1975, es va proposar la creació d'una nova moneda, el metica, per substituir l'escut i, tot i que se'n van arribar a encunyar monedes, finalment no va entrar en circulació. L'escut fou substituït pel metical (MZM) en termes paritaris (1 MZE = 1 MZM) arran de la independència de la República de Moçambic.
En el moment de la seva desaparició, en circulaven monedes de 10, 20 i 50 centaus i 1, 2½, 5, 10 i 20 escuts, juntament amb bitllets de 50, 100, 500 i 1.000 escuts. Els bitllets foren emesos pel Banc Nacional Ultramarí (Banco Nacional Ultramarino) i, a partir del 1976, sobreimpresos pel Banc de Moçambic (Banco de Moçambique).